# Мпумаланга
Мпумала́нга (зулу Mpumalanga) — одна з провінцій Південно-Африканської Республіки. До 24 серпня 1995 року мала назву Східний Трансва́аль. До 1994 року входила до складу провінції Трансвааль.
Назва провінції в перекладі з мови зулу означає «місце, де сходить сонце». Мпумаланга знаходиться на сході ПАР, межує з провінціями Гаутенг, Лімпопо, Квазулу-Наталь та Фрі-Стейт, а також зі Есватіні і Мозамбіком.
Адміністративний центр провінції — місто Мбомбела, яке раніше мало назву Нелспрейт. Утворена в 1994 році після адміністративної реформи.